# Port Mansfield (Texas)
Port Mansfield es un lugar designado por el censo ubicado en el condado de Willacy en el estado estadounidense de Texas. En el Censo de 2010 tenía una población de 226 habitantes y una densidad poblacional de 13,7 personas por km².

## Geografía
Port Mansfield se encuentra ubicado en las coordenadas 26°34′10″N 97°26′32″O / 26.56944, -97.44222. Según la Oficina del Censo de los Estados Unidos, Port Mansfield tiene una superficie total de 16.49 km², de la cual 12.79 km² corresponden a tierra firme y (22.47%) 3.71 km² es agua.

## Demografía
Según el censo de 2010, había 226 personas residiendo en Port Mansfield. La densidad de población era de 13,7 hab./km². De los 226 habitantes, Port Mansfield estaba compuesto por el 92.92% blancos, el 0% eran afroamericanos, el 0% eran amerindios, el 0.44% eran asiáticos, el 0% eran isleños del Pacífico, el 4.42% eran de otras razas y el 2.21% pertenecían a dos o más razas. Del total de la población el 22.57% eran hispanos o latinos de cualquier raza.